# Аббатство Святого Бонифация
Аббатство Святого Бонифация (нем. Abtei St. Bonifaz) — бенедиктинское аббатство в Мюнхене, посвящённое христианскому миссионеру Бонифацию, который почитается Католической церковью как Апостол всех немцов. В правом боку нефа базилики находится захоронение с саркофагами баварского короля Людвига I и его жены Терезы Саксен-Гильдбурггаузенской.
Здание церкви является памятником архитектуры. Она была внесена в список памятников Баварского государственного управления по охране памятников под номером D-1-62-000-3253.

## История
Монастырь был основан в 1835 году королём Людвигом I, который хотел возродить духовную жизнь путём основания новых монастырей. Первый камень в фундамент был заложен 12 октября 1835 года к серебряной свадьбе Людвига I и Терезы. Архитектура монастыря была заимствована из старых христианских базилик, таких как Собор Святого Петра, Святого Павла за городскими стенами и Санта-Мария-Маджоре или Равеннских Сант-Аполлинаре-Нуово и Сант-Аполлинаре-ин-Классе. В 1850 году монастырский комплекс был торжественно освещён. Он спроектирован архитектором Георгом Фридрихом Цибландом. Лео фон Кленце использовал конструкцию входа в церковь как образец для оформления собора Святого Дионисия Ареопагита в Афинах.
Чтобы обеспечить монахов материальными благами, Людвиг I приобрел монастырь Андекс, который был секуляризован в 1803 году, включая прилегающие к нему сельскохозяйственные земли, и подарил его аббатству. Андексское аббатство теперь является монастырём аббатства Святого Бонифация. С тех пор аббатство превратилось в новый домашний монастырь семьи Виттельсбахов, нынешнее семейное кладбище которой находится в саду Андексского аббатства.
Во время Второй мировой войны, 25 апреля 1944 года и 7 января 1945 года, монастырь, расположенный в непосредственной близости к югу от Кёнигсплац, был сильно разрушен и лишь частично восстановлен Хансом Дёлльгастом в 1945–50 годах.
В сферу деятельности монахов входит душепопечение на приходе, научная и просветительская работа, а также присмотр за бездомными. Монастырская библиотека, специализирующаяся на монашестве и богословии, является одной из крупнейших частных академических библиотек Баварии. Католическое университетское сообщество Мюнхенского технического университета располагалось на территории аббатства в 1990-х годах. «Ханебергхаус» был открыт на территории монастыря в 2001 году и служит для помощи бездомным.
Конкурс, объявленный в 1988 году, позволил реализовать художественный проект базилики в период с 1993 по 1996 год. Художник Петер Буркарт создал над аркадами фриз из цветных панелей, а Фридрих Коллер создал рельеф внутреннего портала с мотивом речи последних времён из Евангелия от Матфея. В левом нефе находится серия из 15 частей «Крестный путь» с цветными принтами, созданными Берндом Хендлом в период с 2015 по 2017 год. Перед ним установлена скульптура Святой Елизаветы Венгерской Кристины Стадлер.
После того, как в течение десятилетий в здании монастыря ремонтировали только самое необходимое, с весны 2018 года по лето 2022 года здесь проводились масштабные ремонтные работы.

## Настоятели
- Паулус Биркер, 1950—1954;
- Дениель Бонифац фон Ханеберг, 1954—1972 (после епископ Шпайерейский);
- Бенедикт Ценетти, 1872—1904;
- Грегор Баннер, 1904—1919;
- Бонифац Вёрмюллер, 1919—1951;
- Хьюго Ланг, 1951—1967;
- Одило Лехнер, 1967—2003;
- Йоханнес Эккерт, с 2003.